# 山主故居
山主故居，又称蕉园梁氏宗祠，是一处位于中国广东省肇庆市鼎湖区坑口蕉园村的明代建筑，2005年8月16日公布为第三批肇庆市文物保护单位。